# Краљевина Кахетија
Друго краљевство Кахетије (груз. კახეთის სამეფო) је била касносредњевековна-ранонововековна краљевина у источној Грузији, прво са главним градом Гремијем, а после Телавијем. Настала је у процесу тродеобе Краљевине Грузије 1465. године. Постојала је, са краћим прекидима, све до 1762. године, када су Кахетија и суседна грузијска Краљевина Картлија спојене династијским сукцесијама лозе Багратиони. Кроз већину своје бурне историје, Кахетија је била подложна Персијанцима, чија су настојања да одрже грузијско краљевство под њиховом сфером утицаја, резултовали низом сукоба и депортација.

## Ранија историја
Претходно краљевство Кахетије настало је у 8. веку након успешне побуне горских племена Цанарије, који су ослободили велик део Грузије од арапске контроле.

## Обнова краљевства
Поновно стварње Краљевине Кахетије био је први корак ка подели Краљевине Грузије, која је била уплетена у братоубилачке ратове од средине 15. века. То се десило након што је Гиорги VIII, и сам узурпатор грузијског престоља, био заробљен од мешкетског војводе Кваркваре III 1465. године, а који га је свргнуо у корист Баграта III Он се тада поставио као независан владар у својој бившој кнежевској апанажи Кахетији, најисточнијем делу Грузије, у долинама река Алазани и Иори, где је остао до своје смрти 1476. године. Преплављен таквим тешкоћама, Константин II, краљ територијално смањене Грузије, био је дужан увести нови поредак. Признао је Александра I, сина Гиоргија VIII као краља Кахетије на истоку, а 1491. Александра II, сина Баграта VI као краља Имеретије. Он сâм, наставио је да влада Картлијом. На овај начин заокружује се тродеоба Грузије.
За разлику од других грузијских политичких творевина, Кахетија је била поштеђена од великих страних упада и значајнијих унутрашњих немира. Налазила се и на путањи пута свиле. Кахетско водство је активно је учествовало у трговини уско везавши краљевство за економски живот источне Транскавказије и Ирана. Изузетно плодна земља, у комбинацији са јерменским, жидовским и персијским колонијама у трговачким градовима, резултовали су економским прогресом, за разлику од других делова подељене Грузије. Ова релативна стабилност јачала је моћ монарха и повећавала број присталица међу племством.
Претња се појавила настанком великих царстава на истоку – Османског и Сафавидског. Склапањем османско-сафавидског мировног споразума 1555. године, ставио је Кахетију у сферу сафавидско-иранског утицаја, али су локални владари и даље задржавали знатну независност показујући спремност на сарадњу са својим сафавидским господарима. Ипак, 1589. године, краљ Александар II обећао је верност руском цару Фјодору I, али савез заправо никад није проведен у дело. Иранци су подстакли буну против Александра, који бива убијен, како би на престоље дошао Константин I, преобраћеник на ислам. Народ Кахетије одбио је да прихвати оцоубиство и свргнули су га, присиљавајући сафавидског шаха Абаса I да на престоље постави Константиновог нећака Теимураза I, што је овај нерадо урадио 1605. године. Тада почиње дуга владавина Теимираза (1605—1648) испуњена бројним сукобима са Сафавидима.

## Иранска хегемонија
Средином 1610-их, шах Абас је радио додатне напоре како би читаву Грузију ставио у подложност својем царству. Подвргнуо је Кахетију константним провалама 1614–1616.
У многим грузијским побунама и иранским осветама погинуло је 60.000—70.000 људи, а више од 100.000 Кахећана је изгнано у Иран. Популација Кахетије смањила се за две трећине: једном развијени градови, Греми и Загеми, смањени су на величину безначајних села. Пољопривреда је стагнирала и дошло је до застоја трговине. До 1648. неуморни Теимураз коначно је избачен из Кахетије. Сафавиди су пооштрили контролу над Кахетијом и проводили замену домаћег становништва са номадским туркијским племенима. У исто време, дагестански горштаци почели су да нападају и колонизују кахетску земљу.
1659. године Кахећани су организовали масовну буну. Масакрирали су номаде и предали земљу Вахтангу В, муслиманском краљу Картлија, који је успео да добије дозвољење шаха да постави свог сина Арчила за краља Кахетије. На неко време, два краљевства источне Грузије била су уједињена под шахом Навазом и његовим сином, те је уследио период мира. Телави постаје главни град, уместо Гремија који је био разорен у иранским инвазијама. Међутим, идила није дуго потрајала. Арчилов долазак у Кахетију био је почетак ривалства две гране Багратиони династије – Мухрани, којој је припадао Арчил и Куће Кахетије, извлаштене од круне од времена Теимураза И. Потоњи су успели, делом и због њихова преласка на ислам, поново да завладају 1703. године.
Од 1724. до 1744. године, Кахетија је подвргнута низом окупација од стране Иранаца и Османлија. Кахетски принц Теимураз II служио је шаху Надеру у борби против Османлија, па га је овај ослободио плаћање тешких даћа 1743. године. Надер је омогућио Теимуразу II да ојача своју моћ у Кахетији и Картлију, па су Картли признали њега за свог краља, а Кахећани његовог сина Ереклуса II као својега. Оба владара крунисана су 1745. године, у складу са хришћанском традицијом. Они су искористили немире у Ирану, који су уследели након атентата на Надера 1747. године, те су владали скоро као независни владари. Њихова владавина стабилизовала је земљу. Привреда је живнула, а и смањили су се напади Дагестанаца, иако не потпуно. Када је Теимураз умро 8. марта 1762. године, наследио га је Ереклус, што је ујединило Грузију по први пута, након три века.